# Sant Iscle de Molnell
Sant Iscle de Molnell va ser una església romànica de Gisclareny documentada al segle xiii. Tenia com a sufragània la propera Sant Romà d'Oreis. La documentació assenyala que estava dins els dominis de Pinós i Mataplana. No se'n coneix la ubicació, però hi ha qui apunta que podria els vestigis medievals de la Masia de Molnell podrien correspondre a l'antiga església.